# 26715 South Dakota
26715 South Dakota è un asteroide della fascia principale. Scoperto nel 2001, presenta un'orbita caratterizzata da un semiasse maggiore pari a 2,7118865 UA e da un'eccentricità di 0,1075460, inclinata di 4,17718° rispetto all'eclittica.